# مبارک‌آباد (قیر و کارزین)
مبارک‌آباد یا مبارک‌آباد دیز، شهری از توابع بخش مرکزی شهرستان قیر و کارزین در استان فارس ایران است. مبارک‌آباد که در جنوب استان فارس واقع شده به خاطر ارتفاع کم کوه‌ها کم‌بارش و دارای زمستان‌هایی معتدل و تابستان‌هایی بسیار گرم است. جمعیت شهر در سرشماری نفورس و مسکن سال ۱۳۹۵ برابر با ۴٬۷۰۷ تن بود. شغل اکثر مردم این شهر کشاورزی و باغداری است.

## موقعیت جغرافیایی
مبارک‌آباد بین ۵۳ درجه و ۲۰ دقیقه طول شرقی از نصف النهار گرینویچ و عرض ۲۸ درجه و ۲۴ دقیقه قرار دارد و ارتفاع آن از سطح دریا حدود ۷۰۰ متر است. این شهر از سمت مغرب به قیر و از سمت مشرق با جهرم همسایه است و در فاصله ۳۵ کیلومتری قیر، ۴۵ کیلومتری جهرم و ۲۲۵ کیلومتری شیراز قرار دارد.

## تاریخ
این شهر از قدمت نسبتا زیادی برخوردار میباشد چنان که در فارسنامه ناصری،جلد دوم،صفحه 1426،در توضیح موقعیت مکانی قیروکارزین چنین آورده شده است:بلوک قیروکارزین در میانه جنوب و مشرق شیراز از گرمسیرات فارس، درازای آن از مبارک آباد تا باغ پاسالار ده فرسخ ،پهنای آن از قریه کیفرکان تا گندمان دوونیم فرسخ محدود است.از جانب مشرق به بلوک جهرم و از سمت شمال به بلوک سیمکان و از سمت مغرب به بلوک اربعه و از جانب جنوب به بلوک افزر. 
همچنین با اشاره به موقعیت مبارک آباد نوشته شده است: قریه مبارک آباد پنج فرسخ میانه جنوب و مشرق قیر است.

## جمعیت
بر پایه آخرین سرشماری عمومی نفوس و مسکن در سال ۱۳۹۵ جمعیت این شهر برابر با ۴٬۷۰۷ تن است. در سرشماری عمومی نفوس و مسکن در سال ۱۳۹۰ جمعیت این شهر ۴٬۲۳۵ نفر (در ۱٬۰۵۳ خانوار) بوده‌است.

## کشاورزی
در شهر مبارک آباد شغل اکثر قریب به اتفاق مردم کشاورزی است وامرار معاش مردم منطقه ازطریق کشاورزی صورت می گیرد.
دشت باروس به دلیل استعداد مناسب برای پرورش مرکبات از جمله لیمو،پرتقال،نارنگی و میوه هایی از جمله خرمااز سال های گذشته (بیش از 35سال پیش)مورد توجه ساکنان شهرهای اطراف وبه خصوص جهرم قرارگرفته وباهجوم اهالی این شهرها باغ هایی درمقیاسی وسیع دراین منطقه ایجاد شد. درمدت کوتاهی با رشد باغ ها ونیاز روزافزون به تامین آب سطح سفره آب زیرزمینی این دشت شروع به پایین رفتن کرده ووضعیت بسیارنامطلوبی بر بخش هایی ازاین منطقه حاکم گردید.
بررسی های انجام شده نشان می دهد که یکی از دلایل مهم کاهش رشد ویارشدمنفی جمعیت بخصوص درمنطقه باروس،افت زیاد سطح آب زیرزمینی درسال های اخیربه دلیل برداشت بی رویه ازمنابع آب زیرزمینی ازیک طرف وکاهش بارندگی بوده است .این موضوع باعث خشک شدن تعداد زیادی چاه وخشکیدن باغ های مرکبات دراین ناحیه شده به گونه ای که تعدادی ازاین باغ ها به حال خود رهاشده وغیر قابل استفاده مانده اند وتعداد زیادی ازساکنین که درباغ های منطقه باروس مشغول به کار هستند باعوامل اقتصادی مانند بیکاری،کاهش درآمد خانواده و… مواجه خواهند شد.همین عوامل ازدلایل اصلی مهاجرت مردم منطقه شده است.
یک راه برای برون رفت از وضع موجود استفاده از آب سد سلمان فارسی می باشد که در نزدیکی این شهر قرار دارد.

## سازمان ها و ادارات
سازمان ها و ادارات شهر مبارک آباد به شرح زیر می باشد:
1:بانک کشاورزی
2:کتابخانه عمومی 
3:کلانتری 11 مبارک آباد
4:مرکز خدمات جامع سلامت 
5:مسجد امام خمینی 
6:شورای حل اختلاف 
7:گلزار شهدا 
8:دفتر پیشخوان دولت
9:سالن ورزشی چند منظوره شهدای مبارک آباد
همچنین کارخانه سیمان سپهر قیروکارزین در مجاورت این شهر قرار دارد.

## آثار تاریخی
1:قلعه دختر تنگ روئین
2:چشمه آبگرم
3:چشمه تنگ کلاک